# 相武台前站

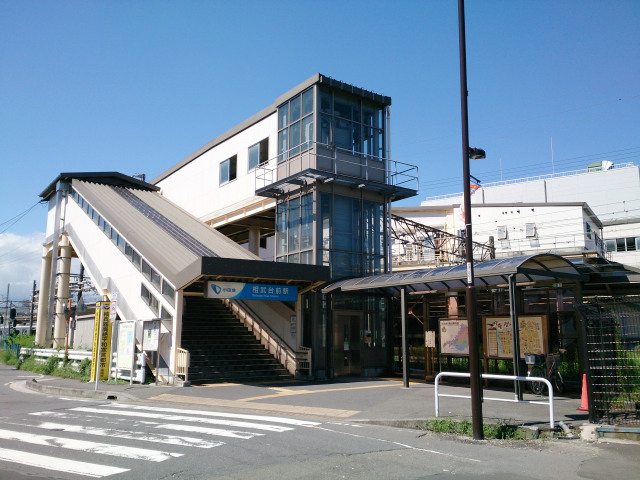
南口（2015年8月）

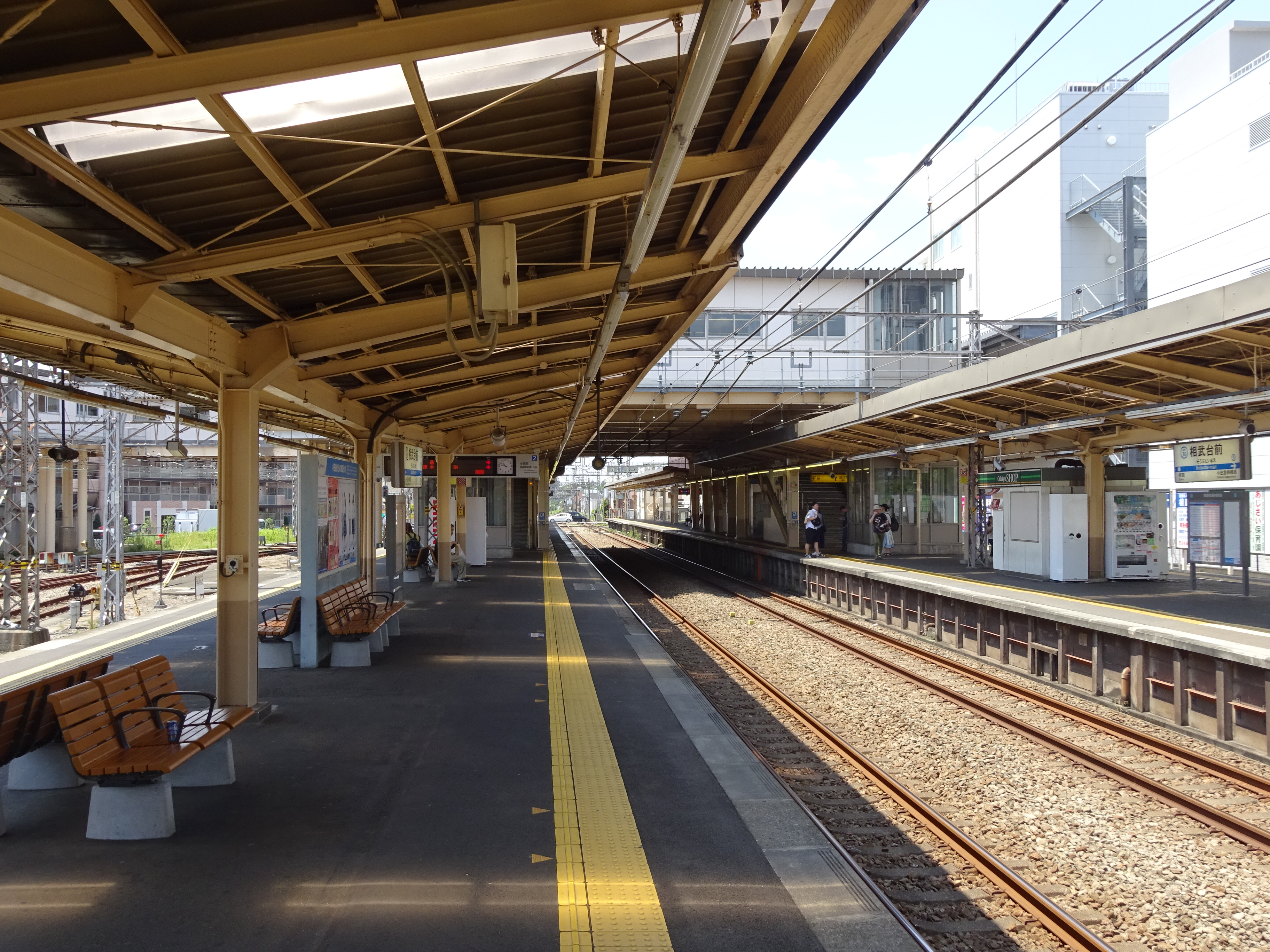
月台（2017年6月）

相武台前站（日语：／ Sōbudaimae eki */?）是一個位於神奈川縣座間市相武台一丁目，屬於小田急電鐵小田原線的鐵路車站。車站編號是OH 30。

## 概要
最初的計畫路線是町田（舊新原町田站）往廣野台方向（現座間溫泉）至厚木，在地方居民的請求下更改路線於此地設站。當初江之島線計畫從本站分出，但因計畫路線須通過農業用地而改為當時山林較多的現行路線。
開業時本站設有貨車工廠、檢車設備（相武台工場），1962年（昭和37年）其功能與相模大野整合。
1950年代後半以前，周邊仍為農村地帶，使用者多為美軍基地相關人士。1960年代起，在日產汽車等大企業進駐後，工業開始發展，逐漸演變為近郊都市車站。
在東海地震警戒宣言發布時，小田原線僅行駛新宿站至本站，本站以西（小田原方向）停止運行。

## 歷史
因鄰近大日本帝國陸軍士官學校，站房內有貴賓室接待視察士官學校的皇族。
1935年關東大地震後，為運送相模川砂石而鋪設小田急砂利軌道，本站與相模原市南區磯部皆為發車站，1941年廢線。
- 1927年（昭和2年）4月1日：座間站開業。為「直通」班次停靠站。
- 1937年（昭和12年）
  - 6月1日：改稱士官學校前站。
  - 9月1日：為急行班次停靠站。
- 1941年（昭和16年）1月1日：改稱相武台前站。
- 1944年（昭和19年）11月：因太平洋戰爭戰況惡化，中止急行班次。
- 1945年（昭和20年）6月：各站停車延伸至全線，為各站停車班次停靠站。同時廢除「直通」班次。
- 1946年（昭和21年）10月1日：增加準急班次，為其停靠站。
- 1960年（昭和35年）3月25日：增加通勤準急班次，為其停靠站。
- 1962年（昭和37年）10月19日：廢止相武台工場。
- 1970年（昭和45年）7月：相武台前站改建為跨站式站房。
- 1971年（昭和46年）4月16日：相武台前站車站大樓落成。
- 1972年（昭和47年）12月1日：相武台前站南口完成。
- 1999年（平成11年）7月17日：急行班次不停靠本站。
- 2001年（平成13年）3月：南北出口與剪票口層至月台層的電梯啟用。
- 2004年（平成16年）12月11日：增加區間準急班次，為其停靠站。
- 2009年（平成21年）2月25日：啟用行車資訊顯示器。
- 2013年（平成25年）7月3日：車站大樓（現：小田急Marche相武台）重新開幕。
- 2018年（平成30年）3月17日：改點，廢止本站終停列車。

### 站名由來
車站開設時以所在地「高座郡座間村」命名為「座間站」。之後在「陸軍士官學校本科」移至座間村後更名為「士官學校前」。之後昭和天皇命名「士官學校」別名為「相武台」，站名也隨之改為「相武台前」。帝國陸軍士官學校本科舊址為現在的駐日美軍座間基地。
士官學校廢除後，「相武台」成為周邊地名座間市與相模原市的地名。

## 車站構造

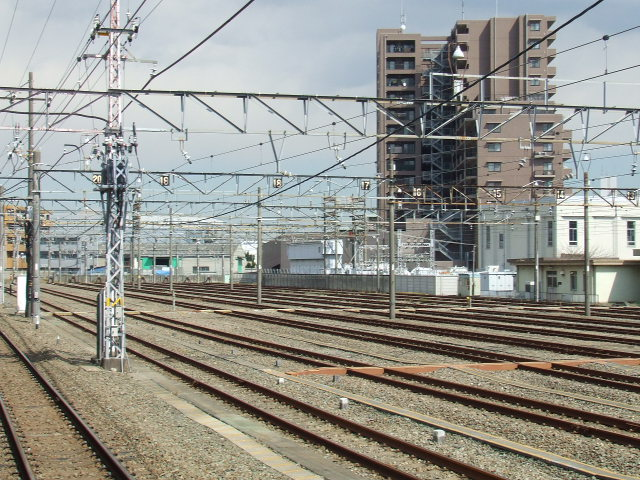
電留線

本站為島式月台2面4線地面車站，屬跨站式站房。站房南側有電留線。
站房南側的留置線是過去小田急電鐵電聯車、貨車基地相武台工場的遺跡。在與大野工場整合後繼續保留留置線。
在尖峰時刻，下行列車各站停車與準急班次多在本站待避。平日、周六日有兩班以本站為終點的班次。

### 月台配置
| 月台 | 路線     | 方向 | 目的地                       |
| ---- | -------- | ---- | ---------------------------- |
| 1、2 | 小田原線 | 下行 | 小田原、箱根湯本方向         |
| 3、4 | 小田原線 | 上行 | 相模大野、新宿、千代田線方向 |

內側2線（2、3號月台）為主本線，外側2線（1、4號月台）為待避線。
電留線以外，1、4號月台皆留置10輛編組的車輛。

### 站內設備
- 廁所位於剪票口層海側下行月台樓梯之間。
- 電梯連結剪票口層與各月台層。
- 無電扶梯。
- 上行月台、下行月台皆有自動販賣機。
- 上行月台設有候車室。
- 2009年2月25日設置行車資訊顯示器[4]。

## 使用情況
2017年度1日平均上下車人次為40,359人，在小田急線全部70個車站當中排名30位。因位於座間市與相模原市交界附近，兩市居民皆可利用。
近年上下車人次、上車人次變化如下表。
| 年度               | 1日平均 上下車人次 | 1日平均 上車人次 | 來源                |
| ------------------ | ------------------ | ---------------- | ------------------- |
| 1975年（昭和50年） | 32,405             |                  |                     |
| 1980年（昭和55年） | 36,235             |                  |                     |
| 1985年（昭和60年） | 39,880             |                  |                     |
| 1989年（平成元年） | 44,960             |                  |                     |
| 1993年（平成05年） | 47,728             |                  |                     |
| 1995年（平成07年） |                    | 23,092           | [ 神奈川県統計 1 ]  |
| 1998年（平成10年） | 44,228             | 21,709           | [ 神奈川県統計 2 ]  |
| 1999年（平成11年） |                    | 21,037           | [ 神奈川県統計 3 ]  |
| 2000年（平成12年） |                    | 20,728           | [ 神奈川県統計 3 ]  |
| 2001年（平成13年） |                    | 20,554           | [ 神奈川県統計 4 ]  |
| 2002年（平成14年） | 41,829             | 20,760           | [ 神奈川県統計 5 ]  |
| 2003年（平成15年） | 41,987             | 20,872           | [ 神奈川県統計 6 ]  |
| 2004年（平成16年） | 41,317             | 20,730           | [ 神奈川県統計 7 ]  |
| 2005年（平成17年） | 40,814             | 20,457           | [ 神奈川県統計 8 ]  |
| 2006年（平成18年） | 40,357             | 20,230           | [ 神奈川県統計 9 ]  |
| 2007年（平成19年） | 40,302             | 20,202           | [ 神奈川県統計 10 ] |
| 2008年（平成20年） | 39,977             | 20,047           | [ 神奈川県統計 11 ] |
| 2009年（平成21年） | 39,301             | 19,697           | [ 神奈川県統計 12 ] |
| 2010年（平成22年） | 39,160             | 19,597           | [ 神奈川県統計 13 ] |
| 2011年（平成23年） | 37,931             | 18,987           | [ 神奈川県統計 14 ] |
| 2012年（平成24年） | 38,110             | 19,075           | [ 神奈川県統計 15 ] |
| 2013年（平成25年） | 38,869             | 19,440           | [ 神奈川県統計 16 ] |
| 2014年（平成26年） | 38,430             | 19,198           | [ 神奈川県統計 17 ] |
| 2015年（平成27年） | 38,851             | 19,406           | [ 神奈川県統計 18 ] |
| 2016年（平成28年） | 39,399             | 19,680           | [ 神奈川県統計 19 ] |
| 2017年（平成29年） | 40,359             |                  |                     |

## 車站周邊
站前北側有東西向的行幸道路（縣道51號）通過，北側是座間市市界相模原市南區相武台地區，南側是座間市相武台地區。西方為美軍設施（座間基地）、住宅區。站房北側車站大樓是小田急Marche相武台。南口商業設施寥寥無幾，多為住宅區。

### 北口
- 收費停車場
- 收費腳踏車停車場
- 相模原相武台郵便局
- 相模原新磯野郵便局
- 小田急Marche（日语：小田急マルシェ）相武台
  - 1樓
    - Odakyu OX相武台店

  - M2樓
    - 小田急Marche相武台腳踏車停車場

  - 2樓
    - 儂特利小田急Marche相武台店
    - 北歐TOKYO（日语：北欧トーキョー）小田急Marche相武台店
    - 銀座Cozy Corner（日语：銀座コージーコーナー）小田急Marche相武台店
    - 大創百貨小田急Marche相武台店
    - 松本清小田急Marche相武台店
    - Aroma Bloom（アロマブルーム）相武台小田急Marche店
    - Y!mobile小田急Marche相武台店
    - Bleu Bleuet（ブルーブルーエ）小田急Marche相武台店
    - 瑞穗銀行相武台前站出張所

  - 3樓
    - 薩莉亞小田急Marche相武台店
    - 日高屋（日语：ハイデイ日高）小田急Marche相武台店
    - 大戶屋（日语：大戸屋ホールディングス）小田急Marche相武台店
    - Re.Ra.Ku（日语：リラク）小田急Marche相武台店
    - FITS ME（日语：フィッツミー）相武台店
- 橫濱銀行座間支店
- 城南信用金庫（日语：城南信用金庫）相武台支店
- 座間警察署（日语：座間警察署）相武台前交番

最近的公共機關
- 座間市役所
- HARMONY HALL座間（日语：ハーモニーホール座間）（座間市立市民文化会館）
- SKY ARENA（スカイアリーナ）座間（座間市立市民體育館（日语：座間市立市民体育館））
- 座間市立圖書館
- 座間市消防本部（日语：座間市消防本部）
- 座間郵便局（日语：座間郵便局）（最近的車站是小田急相模原站）
- 相模原市役所相武台出張所
- 相模原市立綜合體育館（日语：相模原市立総合体育館）
- 縣立相模原公園
- 縣立谷戶山公園

### 車站設備
- 電梯連結剪票口層與北口。
- 電扶梯僅在北口。
- 橫濱銀行ATM（座間支店相武台前站出張所）
- 箱根蕎麥麵（日语：箱根そば）

### 南口
- 相武台南口商店街
- 大理石長椅
- 縣立谷戶山公園
- 蟹澤（かにがさわ）公園
- 座間溫泉
- 座間市立座間中學校
- 座間市役所
- 丸悅（日语：マルエツ）相武台店
- SUPER三和（日语：三和）相武台店

### 車站設備
- 商店
- 電梯連結剪票口層與南口。
- 無電扶梯。

## 巴士路線
相武台前站
相武台前站北口圓環
- 1號乘車處
  - 台04系統 - 經立野台往座間四谷
  - 海10系統 - 經立野台往海老名站東口
  - 台12系統 - 經雲雀丘（ひばりが丘）一丁目往南林間站
  - 綾76系統 - 經北向庚申前往相模野站北口

- 2號乘車處
  - 台01系統 - 相武台團地循環
  - 相27系統 - 經北里大學醫院、北里大學往相模原站南口
  - 台13系統 - 經綜合體育館前往北里大學醫院、北里大學

- 3號乘車處
  - 台02系統 - 往相武台GREEN PARK（相武台グリーンパーク）

- 4號乘車處
  - 台06系統 - 經相武台下站往磯部
  - 台14系統 - 經座間往原當麻站

- 下車處
  - 東京站、新宿站發車之深夜急行巴士（往本厚木站）在本站下車

相武台前站南口
- 綾76系統 - 經北向庚申前往相模野站北口/往相武台前站
- 小松原、相模丘循環線 - 往小松原社區中心方向、往座間市役所
- 小田急相模原方向循環線- 往北地區文化中心前方向、往座間市役所

## 急行停靠需求
神奈川縣鐵道輸送力增強促進會議的2006年度小田急電鐵請求書提出本站停靠急行班次的請求。對此，小田急電鐵以「上下車人次與急行利用人次減少」為理由拒絕。

## 相鄰車站
小田急電鐵
 小田原線

■快速急行、■急行
通過
□通勤準急、■準急、■各站停車（通勤準急僅上行、準急僅下行停車）
小田急相模原（OH 29）－相武台前（OH 30）－座間（OH 31）

### 來源
小田急電鐵1日平均使用人數
小田急電鐵統計資料
神奈川縣縣勢要覽
1. ↑  線区別駅別乗車人員（1日平均）の推移 （页面存档备份，存于） - 21ページ
2. ↑  平成12年 - 223ページ
3. 1 2  平成13年PDF - 225ページ
4. ↑  平成14年PDF - 223ページ
5. ↑  平成15年PDF - 223ページ
6. ↑  平成16年PDF - 223ページ
7. ↑  平成17年PDF - 225ページ
8. ↑  平成18年PDF - 225ページ
9. ↑  平成19年PDF - 227ページ
10. ↑  平成20年PDF - 231ページ
11. ↑  平成21年PDF - 241ページ
12. ↑  平成22年PDF - 239ページ
13. ↑  平成23年PDF - 239ページ
14. ↑  平成24年PDF - 235ページ
15. ↑  平成25年PDF - 237ページ
16. ↑  平成26年PDF - 239ページ
17. ↑  平成27年PDF - 239ページ
18. ↑  平成28年PDF - 247ページ
19. ↑  平成29年PDF - 239ページ

## 外部連結
- 相武台前 - 小田急電鐵